# 脳脊髄液

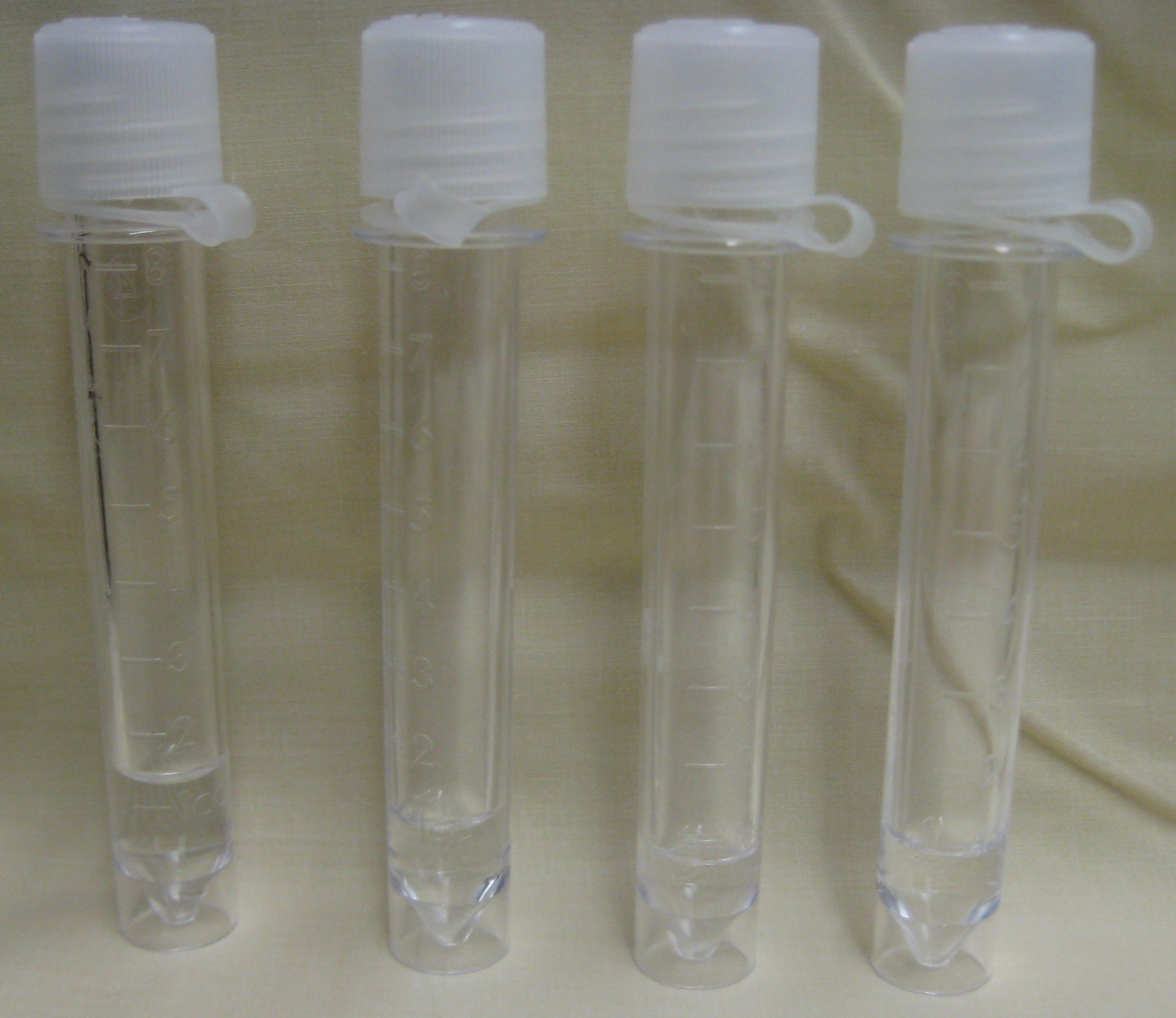
腰椎椎間腔から採取した正常なヒト脳脊髄液。無色透明な液体。

脳脊髄液（のうせきずいえき、cerebrospinal fluid、CSF）は、脳室系とクモ膜下腔を満たす、リンパ液のように無色透明な液体である。弱アルカリ性であり、細胞成分はほとんど含まれない。略して髄液（ずいえき）とも呼ばれる。脳室系の脈絡叢から産生される廃液であって、脳の水分含有量を緩衝したり、形を保つ機能をもつ。一般には脳漿（のうしょう）として知られる。

## 脳脊髄液の循環

### 古典的な説
脳脊髄液を産生する脈絡叢は、側脳室、第三脳室、第四脳室のいずれにも分布する。第三脳室、第四脳室の脈絡叢が発達しているので、そのふたつからの産生量が多い。脳室系は第四脳室のルシュカ孔・マジャンディ孔以外に出口がないので、脳室系の中で産生された脳脊髄液はその唯一の出口に向かって流れる。すなわち、側脳室からはモンロー孔を通って第三脳室に流れ、第三脳室からは中脳水道を通って第四脳室に流れ、第四脳室からはルシュカ孔・マジャンディ孔を通ってクモ膜下腔に流れる。ごく少量が中心管を通って脊髄を下る。頭蓋内では、クモ膜にクモ膜顆粒と呼ばれる突出があり、硬膜を貫いて隣接する硬膜静脈洞に入っている。クモ膜下腔の脳脊髄液はクモ膜顆粒から静脈に流れ込む。クモ膜下腔の中で大孔（大後頭孔)を抜けて脊柱管に入った脳脊髄液は、脊髄を取り巻く静脈叢から静脈に入るか、脊髄神経の神経鞘の中を流れて最後にはリンパ液と混ざる。

### 新しい知見
クモ膜顆粒は頭頂部に存在しており、位置的に髄液吸収に適していないことや、その有無も動物種間で異なっており髄液の吸収箇所として不可解な点が指摘されてきた。1930年代より現在に至るまで各種のトレーサーを用いた実験により、古典的な説（bulk flow説、The third circulation説）のほかにminor pathwayが存在すると議論されてきた。脳脊髄液は脳に分布する毛細血管からも吸収されるとする報告が1996年になされた。また、リンパ管からの吸収が関与しているとする説もある。リンパ管は脳には分布しないが、篩板から嗅神経とともに出て、鼻腔粘膜下のリンパ管に回収される経路や、同様に三叉神経などのほかの脳神経を介する経路もありえるとされる。

## 脳脊髄液の異常
脳脊髄液の異常として臨床で最初に見つかるのは、頭蓋内圧の上昇である。決まった体積しか入らない頭蓋内に、ないはずのものが新たに加わると、脳脊髄液に高い圧力がかかり、同時に脳の実質も圧迫されて、頭痛、嘔吐、痙攣、徐脈、精神症状、視神経乳頭の浮腫・鬱血、外転神経の麻痺などの所見を呈する。頭蓋内の脳脊髄液にかかった圧力（脳実質にも同じ圧力がかかる)を頭蓋内圧または脳圧と言い、脳圧が上がることを脳圧亢進と言う。正常の脳圧は10〜15 mmHg程度である。
脳圧亢進の原因として、脳脊髄液が頭蓋内にたまることを挙げられる。そのうちもっとも代表的なものが水頭症である。これは脳室にたまった脳脊髄液が脳の実質を周りに向かって圧迫する疾患であり、頭蓋骨が癒合しきっていない乳幼児に発症すると頭が非常に大きくなることがある。モンロー孔など、脳室系の狭くなっている部分は何らかの原因で閉塞しやすく、中でも中脳水道は狭い上に細長く伸びているので、閉塞することが多い。閉塞以外にも、頭蓋内の炎症すなわち脳炎や髄膜炎によって脳脊髄液が異常に多く産生されること、あるいはクモ膜顆粒からの吸収が妨げられることでも脳脊髄液はたまり、脳圧を上げる。
頭蓋内の出血によって脳圧が上がることもある。これは血液の体積によるほかに、血栓ができたり、脳脊髄液の産生が増えることにもよる。原因となる疾患は頭部外傷、クモ膜下出血、脳出血、脳動脈瘤破裂、脳動静脈奇形、血管炎などがある。
脳の実質が増殖すること、すなわち脳腫瘍でも脳圧は上がる。そのほか、脳梗塞、肝性脳症など様々な原因で脳圧は上がりうる。
脳圧が高いことは以上のような疾患を示唆するが、逆に脳圧が低いと頭痛を起こす。これは脱水、髄液漏といった病的な原因のほか、後述の腰椎穿刺によって脳脊髄液を採りすぎたときに起こることがある。

### 髄液漏
髄液漏 cerebrospinal fluid leakage は、脳脊髄液が瘻孔を通って（髄液瘻 cerebrospinal fluid fistula）、頭蓋外へ漏れる状態をいい、非外傷性髄液瘻と外傷性髄液瘻とがある。外傷性髄液瘻では髄液鼻瘻 cerebrospinal fluid rhinorrhea が最も多く、髄液耳瘻 cerebrospinal fluid otorrhea がこれに次ぐ。開放性頭部外傷の創に生じるものはまれである。髄液耳瘻は髄液の流出経路が複雑なこともあり長期に持続することは少ない。髄液鼻瘻はほとんどの場合、前頭洞と篩骨洞を経由し、蝶形骨洞を経由するものは少ない。乳突蜂巣を経由する場合は髄液耳瘻となることが多いが、耳管を通じ髄液鼻瘻となることもある。
非外傷性髄液瘻では下垂体腺腫、水頭症、髄膜脳瘤などが頭蓋底の骨を破壊してクモ膜下腔と副鼻腔とが通じるため、ほぼ全ての場合、髄液鼻瘻となる。非外傷性髄液瘻の治療は難しいことが多く、直達手術による瘻孔閉鎖が困難な場合にシャント手術で髄液圧を低下させて瘻孔閉鎖を促すこともある。
外傷性髄液瘻は自然閉鎖が起こることがあるので、通常2週間安静に保って抗生物質を投与し、2週間以上流出の持続するものや再発するものに対して手術を行うが、受傷直後から流出が顕著であれば早期手術を施すこともある。流出部位の正確な診断は困難なことが多く、クモ膜下腔に放射性同位元素を入れてガンマカメラで追跡、あるいは水溶性造影剤を入れてCTで追跡するなどの方法がある。

## 脳脊髄液を使った検査
脳脊髄液は血液と同様、組織を満たして循環するので、通ってきた組織、すなわち脳と脊髄の様子を反映する。このため脳脊髄液を取り出して検査することには診断価値がある。特に髄膜炎を疑ったとき、脳脊髄液を培養して起炎菌の有無を調べることは確定診断に欠かせない。CTやMRIなどの画像診断が発達してから、脳出血や脳腫瘍について脳脊髄液を検査する意義は薄れたが、培養は依然としてきわめて重要である。

### 脳脊髄液の採取
脳脊髄液採取法には腰椎穿刺法、後頭下穿刺法、脳室穿刺法などがあるが、一般的に行われるのは腰椎穿刺法である。
腰椎穿刺法とは、腰椎椎間腔より脊柱管に穿刺針を刺入してそこから脳脊髄液を取り出すという方法である。
史上初めての腰椎穿刺は、1891年にハインリッヒ・イレネウス・クインケが結核性髄膜炎の患者に対して、頭蓋内圧を下げるために行ったとされる
（この行為は非常に危険なので現在では行われない。理由は後述）。
穿刺部位はヤコビ線（左右の腸骨稜の最高点を結んだ線。通常L4の棘突起上を通過する。）を目安にして決定する。
通常脊髄の下端はL1～L2高位にあるため、それよりも高位から穿刺すると脊髄損傷のリスクがある。
従って穿刺部位は、L4-5、L3-4、あるいはL5-S1が選択されるのが一般的である。
腰椎穿刺手技に伴い起こりうる合併症としては、馬尾神経の損傷、感染、出血、低髄液圧症等が挙げられる。
腰椎穿刺検査の禁忌としては、
1. 頭蓋内に脳腫瘍や脳出血などの占拠性病変があり頭蓋内圧が亢進しているとき。この場合、経テントヘルニアや小脳ヘルニアなどの脳ヘルニアを起こして最悪の場合患者が死亡するリスクがある。従って事前に頭部CTやMRIで頭蓋内圧亢進の原因となる病態がないかどうかを確認したり、あるいは眼底検査で鬱血乳頭（＝頭蓋内圧亢進所見）がないかを確認しておく必要がある。
2. 穿刺部位に感染症がある場合、
3. 出血傾向が強い場合、
4. 穿刺部位に脊髄血管奇形が存在する場合、

等が挙げられる。なお成人は約150mlの髄液を有しているが新生児では30～60ml、小児は平均で90ml、思春期で100mlまでと乳児や小児では成人よりも髄液が少ない。成人では分析のために約10～12mlほどの髄液採取が可能であるが新生児や乳児では3～5mlほどの採取が推奨される。
イヌでは主に後頭下穿刺が用いられる。

### 頭蓋内圧亢進時の髄液採取
脳圧亢進時では以下のような徴候が現れる。意識レベルの変化、クッシング反射（遅脈、高血圧、呼吸不整）、散瞳、対光反射の消失、片側性または両側性の外転神経麻痺、鬱血乳頭、項部硬直、しゃっくり、嘔吐、除脳硬直などが見られる。細菌性髄膜炎などで髄液採取が必要なときは22Gの針を使い、マニトール1g/kg注射後30～60分以内で髄液採取を3～5ml程度ならば可能という意見もある。腰椎穿刺の最も重大な合併症は鉤ヘルニアおよび小脳ヘルニアである。しかし細菌性髄膜炎だけでも脳ヘルニアの危険率が6～8%ある。その機序は局所的あるいは広汎な大脳浮腫であるが水頭症、硬膜静脈洞、あるいは皮質静脈血栓も脳ヘルニアの原因となる。多くの論争があったが細菌性髄膜炎時の腰椎穿刺の脳ヘルニアで腰椎穿刺がどの程度脳ヘルニアに関与したかははっきりしない。
昏睡、局所神経徴候、乳頭浮腫、散大し反応不良な瞳孔、後頭蓋窩の占拠性病変の徴候（脳神経障害、小脳症状、失調性歩行）があれば脳ヘルニアのリスクを評価するために頭部CTを撮影したほうがよい。

### 髄液検査の正常値
| 検査項目            | 正常値                               |
| ------------------- | ------------------------------------ |
| 外観                | 無色透明                             |
| 圧                  | 70～180 mmH2O                        |
| 細胞数              | 5/mm3以下（全て単核球）              |
| 蛋白                | 15～45 mg/dl                         |
| 糖                  | 50～80 mg/dl(髄液糖／血糖＝0.6～0.8) |
| IgG                 | 0.8～5.0 mg/dl                       |
| IgG index           | 0.7以下                              |
| albumin leakage(AL) | 75 mg/d以下                          |
| Cl                  | 118～130 mEq/l                       |

IgG indexは（IgG髄液×アルブミン血清）／（IgG血液×アルブミン髄液）で計算される。

### 各種疾患における髄液所見
|                    | 液圧          | 外観               | 線維素析出           | 細胞数          | 主な細胞                     | 蛋白質       | 糖           | 塩素           | トリプトファン反応 |
| ------------------ | ------------- | ------------------ | -------------------- | --------------- | ---------------------------- | ------------ | ------------ | -------------- | ------------------ |
| 基準値             | 70～180 mmH2O | 無色透明           | なし                 | 5/mm3以下       | 単核球                       | 15～45 mg/dl | 50～80 mg/dl | 118～130 mEq/l | なし               |
| ウイルス性髄膜炎   | ↑             | 無色透明           | なし                 | ↑～↑↑           | 単核球                       | ↑            | ±            | ±              | なし               |
| 結核性髄膜炎       | ↑↑            | 無色透明、日光微塵 | ＋（くも膜様）       | ↑↑↑（200～500） | 単核球                       | ↑↑           | ↓↓           | ↓↓             | ＋＋               |
| 細菌性髄膜炎       | ↑↑↑           | 膜様混濁           | ＋＋＋（膜様塊）     | ↑↑↑（1000以上） | 多形核球                     | ↑↑           | ↓↓           | ↓↓             | ＋＋               |
| 日本脳炎           | ↑             | 無色透明に微塵黄染 | ＋                   | ↑               | 初期は多形核、後期はリンパ球 | ↑            | ±～↑         | ±              | －                 |
| 多発根神経炎       | ↑             | 無色透明           | ＋                   | 0～↑            | 単核球                       | ↑↑↑          | ±            | ±              | －                 |
| くも膜下出血       | ↑↑↑           | 初期血性、後期黄染 | ＋＋＋               | ↑               | 単核球                       | ↑↑↑          | ↓            | －             | ＋                 |
| 脳膿瘍             | ↑↑            | 透明黄染           | －                   | ↑               | 単核球、異型細胞             | ±～↑         | ±～↓         | ±              | －                 |
| 脊柱管腔閉塞       | ↓             | 透明黄染           | ＋＋＋＋（膠様凝固） | ↑～↑↑↑          | 単核球                       | ↑↑↑          | ±            | ±～↓           | －                 |
| 脳脊髄梅毒         | ↑             | 無色透明           | －                   | ↑               | 単核球                       | ↑            | ±            | ±              | －                 |
| 多発性硬化症       | ±             | 無色透明           | －                   | 0～↑            | 単核球                       | ±～↑         | ±            | ±              | －                 |
| 神経ベーチェット病 | ～            | 無色透明           | －                   | 10～200         | 多形核                       | ↑            | ±            | ±              | －                 |

### 髄液圧
腰椎穿刺をして最初にわかるのは脳脊髄液の圧である。これは穿刺するときの針にあらかじめつないでおいた脳圧モニターが測定する。患者の姿勢によって穿刺部の圧は変わる。患者が上体を起こして座った姿勢だと、頭蓋内と脊柱管に入った脳脊髄液の重みが穿刺部にかかり、測定される圧は高くなる。普通は患者を横向きに寝かせ、腸骨稜と腰椎の棘突起が見分けやすいように背中を軽く曲げさせた状態で穿刺する。圧が上がっていれば上に述べたような疾患を疑う。液が勢いよく流れ出るなど、圧が高そうなときは脳ヘルニアの恐れがあるので、モニターの表示を待たず素早く液を止めて針を抜く。圧が低ければ脱水や髄液漏を疑う。検査中に患者が咳などをして姿勢が変わると、圧が変わることがある。
クエッケンシュテット試験 (Queckenstedt test)
圧に関する検査としてクエッケンシュテット試験がある。これは頭蓋内の静脈とクモ膜下腔、それに脊柱管内のクモ膜下腔が正常に交通しているかどうかをみる試験である。脳脊髄液の圧をモニターしながら両側の頚静脈を静脈圧よりも強く圧迫すると、正常なら10秒以内に圧が100 mmH2O以上上がる。そして圧迫をやめたときにはすぐ元に戻る。この現象は、頚静脈の圧迫によって頭蓋内の静脈が怒張するので、頭蓋内圧が上がるのにしたがって腰椎部での脳脊髄液圧も上がるというものである。頭蓋内の静脈や脊柱管の途中に閉塞があると、こうした一連の流れが妨げられるので、圧迫しても圧があまり上がらなかったり、圧迫をやめてもなかなか戻らなかったりする。この異常をクエッケンシュテット現象陽性と呼ぶ。特に静脈の閉塞があるとき、異常がある側の頚静脈を圧迫しても脳脊髄液圧は上がらない（圧迫よりも頭蓋寄りの静脈に変化が起きないため）が、正常な側の頚静脈を圧迫すると圧が上がる。これをTobey-Ayer徴候と呼ぶ。クエッケンシュテット試験は脳圧を意図的に上げる試験なので、脳脊髄液圧がはじめから高いときは脳圧亢進症状を増悪させる危険が大きく、してはいけない。

### 肉眼的性状
脳脊髄液の肉眼観察からも多くのことがわかる。正常では水様透明である。脳出血やクモ膜下出血では血液が混ざる。黄色調（キサントクロミア；脳脊髄液が黄色っぽいこと）は高度のタンパク質増加を示す。目安としては髄液蛋白が150mg/dl以上に増加したときに認められる。ただし黄色調に見えるのは黄疸の時やくも膜下出血後（約4週間）にも認められる。髄膜炎により多数の白血球が混入していれば濁って見える。結核性髄膜炎ではフィブリンが析出することがある。
混濁
白血球が200/μl以上で日光微塵（光にかざしてスピッツを軽くふると肉眼的に細胞が微細な粒子として観察される）、500/μl以上で明らかな混濁となる。白濁した膿状の髄液の場合には重症細菌性髄膜炎または硬膜外腔の膿を穿刺した可能性がある。
血性
穿刺手技による外傷性髄液の場合は徐々に血性が薄れる。薄れずに持続的に血性髄液が流出する場合にはくも膜下出血や脳出血の脳室穿破、脊髄栄養血管からの出血などが原因である。
キサントクロミー
定義上は髄液の入った透明なスピッツをガーゼなど白いものに透かして見てわずかな着色があればキサントクロミーと判定する。原因は150mg/dLの蛋白増加、くも膜下出血、黄疸である。外傷性髄液との鑑別は髄液を800rpmで5分程度遠心し上清が透明ならば外傷性髄液、黄色ならばキサントクロミーの可能性が高い。

### 細胞
血液検査での血算に相当する顕微鏡検査では、細胞の混入を見る。生後8週以後の正常な状態では、脳脊髄液に血液が流れ込むことはないので、細胞数は1µℓあたり5個以下と、血液に比べて明らかに少ない（血液は1 µℓあたり500万個の赤血球を含む）。これより多くの細胞が脳脊髄液に含まれていた場合、細胞の種類に応じて炎症、出血、腫瘍などが疑われる。通常は単核球（リンパ球と単球）のみで0～5/μlとなり感染がなければ多核球は存在しない。しかし白血球数が5以下ならば1個の多核球はあっても正常として良い。
また全身痙攣24時間後の髄液ではしばしば髄液細胞数は増加しており最大で80/μlまで増加することがあるという報告もある。

#### 好酸球性髄膜炎
髄液中に好酸球が増多する場合がある。感染性の場合は広東住血線虫、有棘顎口虫、ベイリス犬回虫症、糞虫症、クリプトコッカス症、コクシジオイデス症（Coccidioides immitis髄膜炎）で認められる。非感染性の場合は特発性好酸球性症候群、脳室腹腔シャント、ホジキン病、NSAIDSや抗菌薬、サルコイドーシスなどでも認められる。好酸球性髄膜炎を起こす3つの寄生虫として広東住血線虫、有棘顎口虫、ベイリス犬回虫症がよく知られ、広東住血線虫が好酸球性髄膜炎で最も基本的な病因とされている。エスカルゴとして供されるアフリカの陸棲カタツムリが感染源になりえる。

### 生化学
生化学的検査では蛋白質、グルコース、塩化物イオン（クロール）などがみられる。総蛋白質は正常で15～45 mg/dℓであり、その4.5%がプレアルブミン、52%がアルブミン、それ以外がグロブリンでγグロブリン分画は11%である。蛋白質増加は炎症や外傷などを疑う。ブドウ糖は血糖の1/2～2/3程度が正常で、少ないと髄膜炎を疑う。クロールは120～130 mEqが正常で、タンパク質が増えるとクロールが減る（ポジティブコントロールとしての意義がある）。結核性髄膜炎では、アデノシンデアミナーゼ（ADA）活性が上昇する。
糖
化膿性髄液におけるグルコース量の減少は一部は貪食過程における多核白血球の解糖系の亢進と考えられている。髄液糖は40mg/dl以下で異常であるが、しばしば高血糖によって髄液糖の減少は隠されてしまう。そのため髄液糖/血液糖比を測定する。髄液糖/血液糖比は0.6以下が異常値である。髄液糖/血液糖比が低下する病態の代表は細菌性髄膜炎である。しかしそれ以外に単純ヘルペス髄膜脳炎、リンパ球性脈絡髄膜炎、ムンプス髄膜炎、結核性髄膜炎、真菌性髄膜炎、癌性髄膜炎、サルコイドーシス、低血糖でおこりえる。髄液糖/血液糖比が0.4以下は細菌性髄膜炎を強く疑う。この値は2ヶ月以後の小児の細菌性髄膜炎では感度80%であり特異度98%である。視神経脊髄炎で髄液糖が低下し、髄液細胞数が増加したため細菌性髄膜炎と鑑別が必要となった報告がある。血液脳関門の破綻による糖輸送障害や髄液細胞数の増加による髄液糖の消費亢進によって髄液糖低下が起こると考えられている。
髄液蛋白が増加する疾患
各種感染、炎症性疾患、脳血管障害、脊髄くも膜下腔閉塞、脱髄疾患、脳腫瘍、末梢神経障害、外傷、代謝性疾患などで増加が認められる。末梢神経障害ではギラン・バレ症候群、フィッシャー症候群、Refsum症候群、Dejerine-Sottas病、糖尿病性多発神経炎、アミロイドニューロパチー、アルコール性多発神経炎、悪性腫瘍に伴う多発神経炎などがあげられる。代謝性疾患では甲状腺機能低下症、副甲状腺機能低下症、尿毒症、肝性脳症などが知られている。そのほか、高血圧性脳症、Kearns-Shy症候群、神経ベーチェット病、サルコイドーシスなどでも増加する。
髄液蛋白が低下する疾患
良性頭蓋内圧亢進症、甲状腺機能亢進症、急性水中毒、髄液大量摂取後などがあげられる。また2歳以下の小児では低値傾向となる。
オリゴクローナルIgGバンド
血清と髄液を等電点分画電気泳動法で解析すると髄液と血液のバンドパターンから5つに分類される。
| 分類   | 内容 |
| ------ | --- |
| Type 1 | 髄液、血清ともにバンドを認めない |
| Type 2 | オリゴクローナルIgGバンドを血清で認めず、髄液中のみに認める。髄液中でのIgG産出を示す                                                              |
| Type 3 | 血清中にもバンドが認められるが、それ以上に髄液中にバンドを認める。髄液中でのIgG産出亢進を示す                                                     |
| Type 4 | 髄液中および血清中に同様のバンドを認める。髄液中のIgG産出亢進ではなく全身性の炎症を示す。血液脳関門の異常や血中から髄液中への漏出などを示唆する。 |
| Type 5 | 髄液中と血清中にモノクローナルバンドを認める。パラプロテイン（モノクローナルIgGコンポーネント）の存在を疑う                                       |

Type 1はバンドが認められないことから非炎症状態と考えられる。Type 2とType 3は多発性硬化症、視神経脊髄炎、急性散在性脳脊髄炎、神経ベーチェット病、神経サルコイドーシス、髄膜脳炎、中枢神経ループス、ボレリア感染症、HIV脳症、亜急性硬化性全脳炎、神経梅毒、傍腫瘍性神経症候群などが該当する。Type 4はギラン・バレー症候群、全身性エリテマトーデスなどの自己免疫性疾患、血管炎、傍腫瘍性神経症候群、感染症などが該当する。Type 5はパラプロテイン血症や骨髄腫が該当する。
オリゴクローナルIgGバンドは免疫グロブリンであるIgGのうち複数の特定クローンが特異的に増加したものである。髄液を電気泳動して血清のバンドと比較すると血清中に見られないIgGバンドが見られ、中枢神経系でのIgG産出を意味している。髄液のみで見られるバンドが2本以上で陽性と判断する。測定方法に等電点電気泳動法とアガロース電気泳動法があり、アガロースゲル法は感度が低いため注意が必要である。多発性硬化症の診断に有用であるが、多発性硬化症以外の神経免疫疾患や神経感染症でも中枢神経系で抗体産出のため陽性となるため疾患特異性は低い。多発性硬化症ではオリゴクローナルIgGバンドは持続的に陽性となるが他の炎症性疾患では治療により陰性化することが多い。神経変性疾患でもまれに陽性である。
ミエリン塩基性蛋白（MBP）
MBPはミエリンを構成する主要蛋白である。MBPの上昇は髄鞘の破壊の亢進を意味する。MBPが高値になる疾患としては、多発性硬化症、亜急性硬化性全脳炎（SSPE）、神経梅毒、脳炎各種、神経ベーチェット病、ギランバレ症候群、慢性脱髄性多発神経炎（CIDP）、HAM、頭部外傷、脳梗塞急性期、AIDS dementia complexなどが知られている。
髄液乳酸
髄液乳酸値が35mg/dl以上の髄膜炎は細菌性髄膜炎の可能性が高く、髄液乳酸値が35mg/dl未満では無菌性髄膜炎である可能性が高いという報告がある。しかし髄液乳酸値は偽陽性が高いとその後報告された。
髄液CRP
小児においては髄液CRPが細菌性髄膜炎と無菌性髄膜炎の鑑別に有効であるという報告がある。
髄液TNFα
小児でも成人でも急性細菌性髄膜炎では髄液TNFαは高値をしめす。HSVやVZVによるウイルス性髄膜炎では中等度高値をしめす。特にエンテロウイルスによるウイルス性髄膜炎では高値を示さない。
髄液IL-6
IL-6は代表的な炎症性サイトカインである。髄液IL-6の増加は髄腔内の炎症を意味する。感染性髄膜炎のような明らかな細胞数の上昇がある疾患の場合には当然増大するが診断的意義が低い。インフルエンザ脳症、慢性進行性神経ベーチェット、CNSループスのように髄液細胞数、髄液蛋白が正常か微増であるが髄腔内炎症が存在する疾患の診断や病勢評価に有用である。
髄液IL-10
IL-10は抑制性サイトカインのひとつであり、ヘルパーT細胞から主に分泌される。単球、活性化B細胞など種々の細胞からも分泌される。髄液IL-10はサイトカインであるため感染性髄膜炎でも高値になる。中枢神経の悪性リンパ腫で高値であり、その他の脳腫瘍では増加しないため、腫瘍を疑った場合は有用なマーカーになる。血管内リンパ腫では血清のIL-10がマーカーになるという報告もある。

## 抗生物質投与後の髄液
細菌性髄膜炎では抗生物質治療によって髄液検査の値が変化する。具体的には髄液蛋白量が下がり、グラム染色塗沫標本では細菌の同定は困難になり、培養での菌分離の可能性が減少するが髄液の白血球数やグルコースの値には影響しない。細菌性髄膜炎に対して適切な治療を開始されると髄液培養は無菌的になり、グラム染色は治療開始24時間後には陰性になる。大部分の症例では髄液グルコースの治療開始後3日以内に正常化する。しかし臨床的な改善や髄液白血球数の蛋白量の改善にもかかわらず、グルコース量は10日以上の低値が続くこともある。

## 外傷性髄液
腰椎穿刺が外傷性の場合、髄液中の細胞数が増加しているのか手技によって生じたのか検討する必要がある。血液検査と髄液検査を総合して補正することもできる。また赤血球が混入すると赤血球1000/μlに対して1mg/dlずつ髄液蛋白が上昇する。つまり外傷性髄液は細胞数も蛋白量も高値となる。

## 細菌性髄膜炎における髄液検査
細菌性髄膜炎の髄液検査の特徴は以下のようにまとめることができる。それは初圧の上昇、多核白血球の増加、髄液グルコース量の低下、髄液蛋白の増加である。髄液白血球数は通常100/μl以上であり典型的には1000/μl以上と著明に増加する。抗菌薬開始後18～36時間後には髄液中の白血球がさらに増加することがある。典型的には細菌性髄膜炎では多核球優位でウイルス性髄膜炎では単核球優位であるが、初期には細菌性髄膜炎でもリンパ球優位であったり、エンテロウイルス髄膜炎では初期には多核球優位で経過の後半にリンパ球に移行するものもある。ウイルス性髄膜炎で髄液検査が最初は多核球優位のときには6～8時間後の腰椎穿刺で単核球優位になり診断可能という報告もあるが、エコーウイルス髄膜炎では数時間程度の後に腰椎穿刺しても多核球優位から単核球優位に移行しないという報告もある。いずれにせよウイルス性髄膜炎では経過後半では単核球優位となる。多核白血球優位の髄液細胞増多の所見を得たときは、経験的に抗菌薬投与を開始して、髄液培養が陰性になるまで続けるべきである。無菌性髄膜炎を疑っているが2回めの髄液検査で単核球優位への移行がみられないことがある
この場合に抗菌薬を継続するかは臨床経過とグラム染色と培養の結果次第である。髄液細胞数が1000/μl以下の時の細菌性髄膜炎、あるいはリステリア菌による細菌性髄膜炎髄液のリンパ球増加が報告されている。リンパ球増多はリステリア菌性髄膜炎の症例の約25%で報告されている。
まれな例では髄液白血球の増加がみられない細菌性髄膜炎の報告もある。未熟児や4週前の乳児のほかアルコール中毒、高齢、免疫抑制剤使用下で報告がある。髄液糖の低下、髄液蛋白の増加、髄液培養陽性によって診断されている。髄膜炎に罹患していない菌血症の小児で施行された外傷性腰椎穿刺は髄液の生化学、白血球数が正常でありながら、菌血症血液の汚染の結果細菌培養が陽性となり細菌性髄膜炎と診断されることがあり注意が必要である。特に新生児、乳児の敗血症の原因に細菌性髄膜炎は多いため注意が必要である。新生児の敗血症の実に20～30%は細菌性髄膜炎が合併している。

## 脳脊髄液減少症と鞭打ち症（頸椎捻挫）との関連性
最近の研究で交通事故や転倒など鞭打ち状態になった時に引き起こされる、いわゆる鞭打ち症の原因の一つが、脳脊髄液減少症（低髄液圧症候群）、つまり硬膜から髄液が漏れ出すことであると指摘され始めた。有効な治療法の一つとして自己の血液を硬膜の損傷箇所から注入して、その凝固で穴を塞ぐブラッドパッチ法が挙げられるが、現時点では、交通事故などによる鞭打ち状態と脳脊髄液減少症（低髄液圧症候群）発症の関連が詳しく解明されていないので健康保険は適用されない。また、事故の加害者側の加入している保険からもブラッドパッチに関わる治療の補償費用支払いを拒否されてきた。
ただし、2005年以降、鞭打ち症と脳脊髄液減少症の因果関係を認める動きが出てきている。ほとんどの裁判において相当因果関係は否定されているものの、相当因果関係を認められた例として、2001年8月に神戸市で発生した乗用車と自転車の衝突事故にかかわる裁判がある。この事故では、自転車に乗っていた女性が頭部外傷・打撲を負った。その後の診察で女性は脳脊髄液減少症と診断された。神戸地方検察庁は当初、乗用車の運転手を不起訴処分としたが、女性から再捜査の要請を受け2006年5月には脳脊髄液減少症が交通事故によって引き起こされたと認定、運転手を略式起訴した。そして、2008年8月時点で、東京高裁にて初めて交通事故と脳脊髄液減少症の因果関係についての判決が降り、損保側もこれを認めた。
また、2003年に追突事故に遭った堺市在住の男性の場合、2007年に髄液漏れと診断され、同年5月からブラッドパッチ療法を受けたところ、12月には症状が改善した。男性は事故の相手方に対し、2006年に大阪地裁に提訴。一審では「診断内容に疑問がある」とされ、因果関係が認められず、請求が退けられたが、2011年7月に大阪高裁は、2011年6月に厚生労働省の研究班が「外傷による髄液漏れの発症は稀ではない」と言明したことに触れた上で、保険会社や加害者側が責任否定の根拠としていた国際頭痛学会の基準が「厳し過ぎる」と批判し、髄液漏れであると認めて、被害者側逆転勝訴の判決を言い渡した。
また、新たな診断基準ができたことを受ける形で、2012年7月に横浜地裁が、事故加害者に対して損害賠償を支払うよう命じる判決を出している。
また、2002年に和歌山市内の建設現場で作業中に、落下してきたケーブルが首に当たったことで首の痛みに悩まされるようになり、脳脊髄液減少症に伴う四肢麻痺と診断された男性が、国を相手取って労災事故による発症であることを認定するよう、和歌山地裁に求めた訴訟で、同地裁は2013年4月16日に労災によるものと認定し、障害年金を支給するよう国に対し命じた。